# 自由街

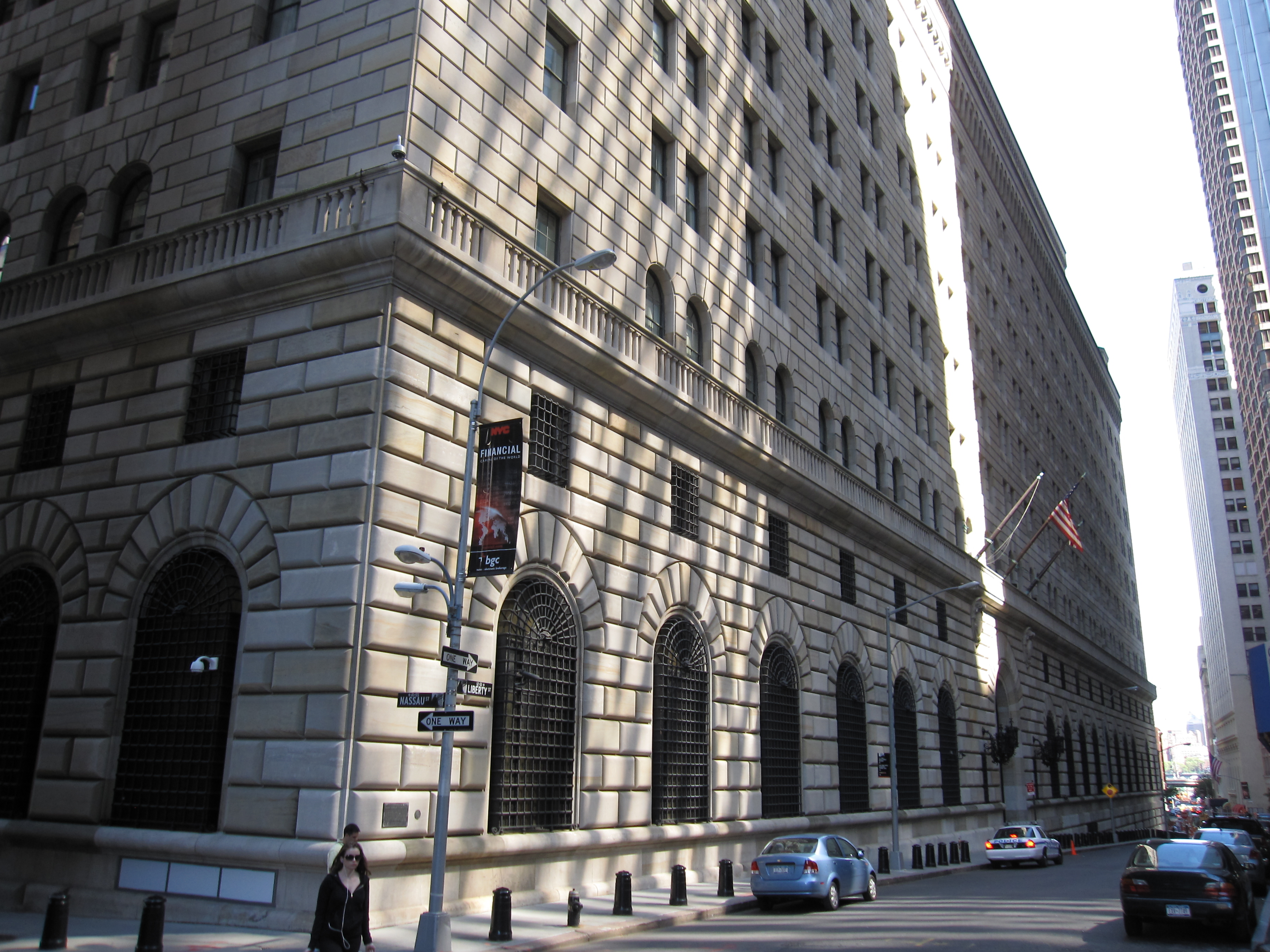

自由街（Liberty Street）是紐約市的一條東西方向的街道，位於下曼哈頓地區。自由街沿岸有眾多知名建築，包括大通曼哈頓廣場一號、紐約聯邦儲備銀行大樓、自由廣場一號、祖科蒂公園、世界金融中心等。美國革命之前，自由街曾名為皇冠街（Crown Street），在1793年改為現名。